# Suixi (Zhanjiang)

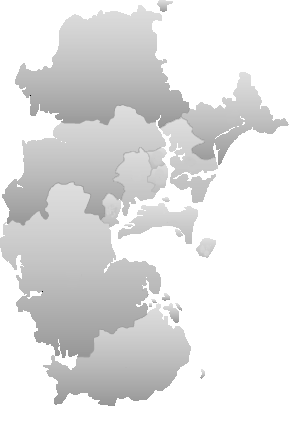
Lage des Kreises Suixi im Gebiet der bezirksfreien Stadt Zhanjiang

Der Kreis Suixi (遂溪县,  Suìxī Xiàn) ist ein südchinesischer Kreis in der Provinz Guangdong. Er gehört zum Verwaltungsgebiet der bezirksfreien Stadt Zhanjiang. Er hat eine Fläche von 2.143 Quadratkilometern und zählt 824.608 Einwohner (Stand: Zensus 2020). Hauptort ist die Großgemeinde Suicheng (遂城镇).

## Administrative Gliederung
Auf Gemeindeebene setzt sich der Kreis Suixi aus fünfzehn Großgemeinden zusammen. 